# Kanton Arc-en-Barrois
Der Kanton Arc-en-Barrois war von 1790 bis 2015 ein französischer Wahlkreis im Arrondissement Chaumont im Département Haute-Marne und in der Region Champagne-Ardenne; sein Hauptort war Arc-en-Barrois.

## Geografie
Der zehn Gemeinden umfassende Kanton Arc-en-Barrois war 273,87 km² groß und hatte 2720 Einwohner (Stand: 2012).

## Gemeinden
| Gemeinde            | Einwohner Jahr | Fläche km² | Bevölkerungsdichte | Code INSEE | Postleitzahl |
| ------------------- | -------------- | ---------- | ------------------ | ---------- | ------------ |
| Arc-en-Barrois      | 806 (2013)     | 50,44      | 16 Einw./km²       | 52017      | 52210        |
| Aubepierre-sur-Aube | 187 (2013)     | 43,10      | 4 Einw./km²        | 52022      | 52210        |
| Bugnières           | 152 (2013)     | 18,29      | 8 Einw./km²        | 52082      | 52210        |
| Coupray             | 159 (2013)     | 12,10      | 13 Einw./km²       | 52146      | 52210        |
| Cour-l’Évêque       | 179 (2013)     | 18,95      | 9 Einw./km²        | 52151      | 52210        |
| Dancevoir           | 216 (2013)     | 25,58      | 8 Einw./km²        | 52165      | 52210        |
| Giey-sur-Aujon      | 138 (2013)     | 30,42      | 5 Einw./km²        | 52220      | 52210        |
| Leffonds            | 331 (2013)     | 36,24      | 9 Einw./km²        | 52282      | 52210        |
| Richebourg          | 280 (2013)     | 21,20      | 13 Einw./km²       | 52422      | 52210        |
| Villiers-sur-Suize  | 278 (2013)     | 17,55      | 16 Einw./km²       | 52538      | 52210        |

## Bevölkerungsentwicklung
| 1962 | 1968 | 1975 | 1982 | 1990 | 1999 | 2006 | 2012 |
| ---- | ---- | ---- | ---- | ---- | ---- | ---- | ---- |
| 2497 | 2753 | 2615 | 2669 | 2688 | 2784 | 2755 | 2720 |